# Viola chrysantha
Viola chrysantha är en violväxtart som beskrevs av Heinrich Adolph Schrader och Heinrich Gottlieb Ludwig Reichenbach. Viola chrysantha ingår i släktet violer, och familjen violväxter. Inga underarter finns listade i Catalogue of Life.